# Isconahuas
El pueblo isconahua o iskonawa es un pueblo indígena amazónico del Perú.
En el año 1998, el Estado peruano creó la Reserva indígena Isconahua en el distrito de Callería, provincia de Coronel Portillo en Ucayali. Según el estudio técnico de 1995 para la creación de la reserva, se estimó la población en 299 personas.

## Etimología del nombre
El nombre proviene del término iscon que significa ‘ave páucar’ y nahua, terminación que emplean varios pueblos cuyo idioma isconahua pertenece a la familia lingüística pano, para referirse a sus vecinos, al ‘otro’ o al ‘foráneo’.